# Schloss Neuenburg (Guebwiller)

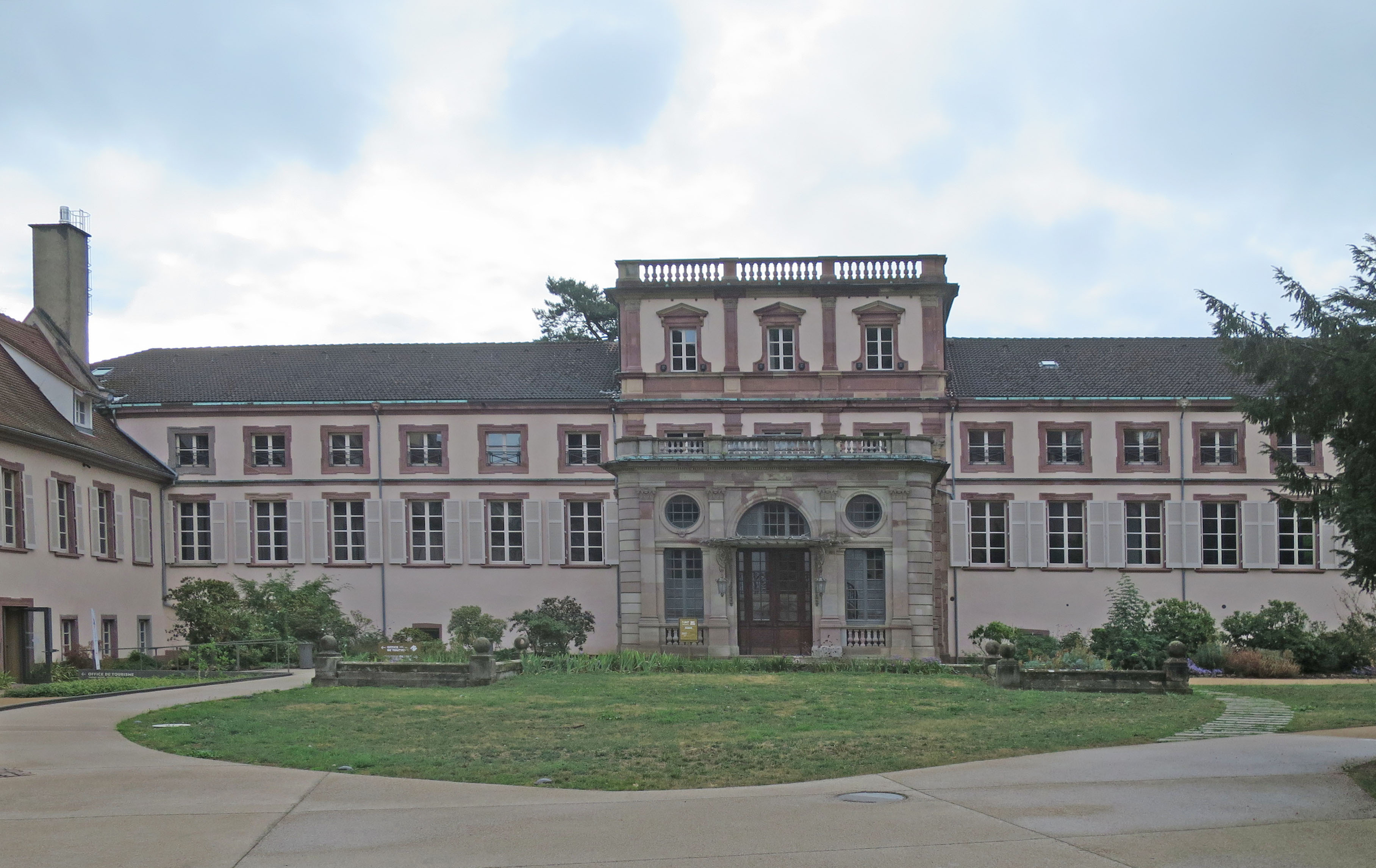
Schloss Neuenburg

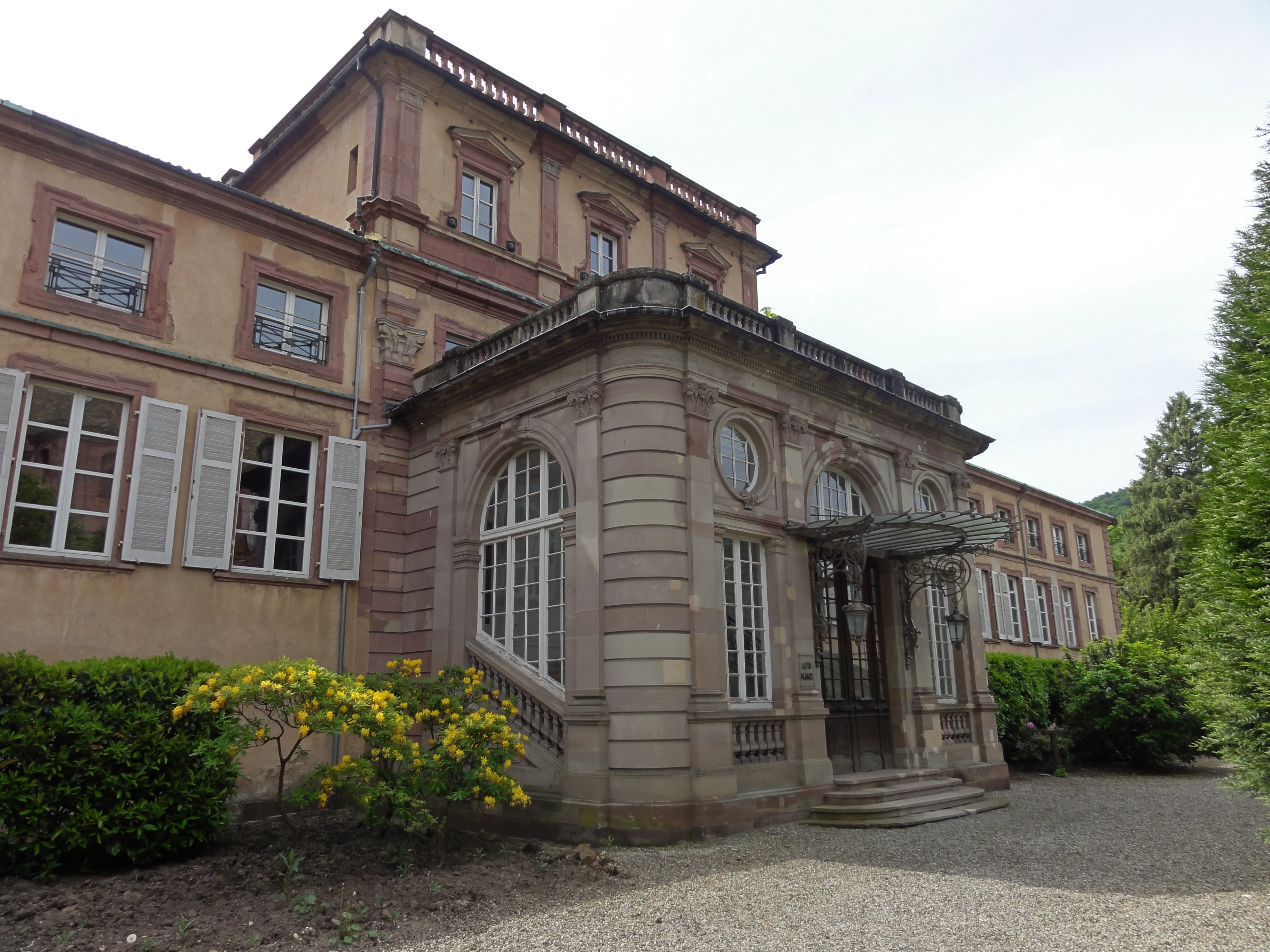
Eingang

Schloss Neuenburg (französisch: Château de la Neuenbourg) ist ein barockes Schloss mit einem heute im englischen Stil gestalteten Park in Guebwiller (deutsch: Gebweiler) in Frankreich.

## Geografische Lage
Das Schloss Neuenburg lag historisch am Rand der Stadt Gebweiler, der „Hauptstadt“ der Fürstabtei Murbach. Heute gehört das Areal zur Innenstadt von Guebwiller. Das Schloss diente als Residenz der Fürstäbte und liegt unmittelbar südöstlich der ebenfalls barocken und damals neu errichteten Kirche Notre-Dame de Guebwiller.

## Geschichte
Im 14. Jahrhundert errichtete Fürstabt Konrad Werner von Murnhard auf den Fundamenten einer Vorgängeranlage eine neue Burg. Sie wurde am 21. Juni 1637, während des Dreißigjährigen Krieges, von schwedischen Truppen zerstört.
Mitte des 18. Jahrhunderts zog der Konvent des Klosters Murbach schrittweise von Murbach nach Gebweiler um: 1726 siedelte der Konvent faktisch nach Gebweiler über und dort war nun eine moderne, barocke Residenz für den Fürstab erforderlich, die auf dem Gelände der alten Burg errichtet wurde. 1759 wurde der Sitz der Abtei offiziell nach Gebweiler verlegt und die Fürstabtei 1764 in ein adeliges Ritterstift umgewandelt.
Fürstabt Philipp Eberhard von Löwenstein-Wertheim-Rochefort (1686–1720) beauftragte Sylvain Golbéry mit der Planung. Der Bau dauerte von 1715 bis 1726 und wurde unter der Leitung von Peter Thumb vollendet. Auch in den Folgejahren fand weiterer Ausbau statt. In der Französischen Revolution wurde das Schloss 1789 geplündert und dabei ein Flügel von den Bauern aus Sankt Amarin zerstört. Als Nationalgut veräußert, ging es durch die Hände verschiedener Eigentümer, die es als industrielle Produktionsstätte nutzen. 1826 erwarb die Familie Schlumberger das Anwesen und baute es zur Villa um. 1950 kaufte das Département Haut-Rhin die Anlage, die schon seit vielen Jahren von der Familie nicht mehr bewohnt wurde, während des Kriegs von deutscher Seite beschlagnahmt war und von Wehrmacht und SS genutzt wurde. Das Département betrieb hier seit 1951 ein Internat mit einer Regelschule für römisch-katholische Mädchen, die eine Ausbildung als Grundschullehrerinnen erhielten. Die Einrichtung wurde 1990 in eine universitäre Einrichtung überführt. Von 2000 bis 2010 befand sich hier ein Schulungszentrum für bilingualen Unterricht.
Anschließend übernahm die Communauté de communes de la Région de Guebwiller das Schloss mit einem Erbpachtvertrag, um es als Kultur- und Tourismuszentrum zu betreiben. Dieses eröffnete im September 2019. Hier finden sich das Europäische Institut für Keramikkunst (IEAC), das architektur- und ortsgeschichtliche Museum Centre d’interprétation de l’architecture et du patrimoine (CIAP) sowie ein Vortrags- und ein Veranstaltungssaal und der Bereich für Sonderausstellungen. Seit 2020 ist auch das Fremdenverkehrsamt für die Region Guebwiller hier untergebracht.

## Schlossanlage

### Gebäude
Das Schloss ist eine symmetrisch gestaltete Zweiflügelanlage in einem Park. Nördlich schließt sich im rechten Winkel ein weiterer Flügel an, in dem Wirtschafts- und Personalräume untergebracht waren. Das barocke Gebäude erstreckte sich ursprünglich zwischen den nördlich gelegenen Nebengebäuden und dem südlich gelegenen Rest der mittelalterlichen Burg – überwiegend dem massiven Bergfried – und der Kapelle, die dort anschlossen. Bei den Umbauarbeiten im 19. Jahrhundert wurden diese südlichen Anbauten beseitigt, um das Gebäude symmetrisch gestalten zu können.
Weitere Umbauten folgten: Das Hauptgebäude erhielt seine zweite Etage, als es zur Industriellen-Villa umgebaut wurde. Auch die folgende Generation der Schlumbergers modernisierte das Gebäude weiter: Zwischen 1900 und 1910 entstand die rückwärtige Terrasse und der Eingangsbereich erhielt eine geschwungene Auffahrt und einen historistischen Mittelrisalit mit einem Glas-Eisen-Schutzdach mit Anklängen an den Jugendstil. Davor wurde ein Teppichbeet angelegt.

### Garten
Zusammen mit dem Schlossneubau im 18. Jahrhundert entstand an dessen Ost- und Südseite ein barocker Garten in französischem Stil. Insgesamt 35 geometrisch gestaltete Rabatten entstanden. 188 Kübel mit Orangenbäumen sowie 400 weitere Kübelpflanzen zierten den Garten im Sommer.
Der Garten wurde Anfang der 1820er Jahre im englischen Stil neugestaltet – 1824 ist er bereits vorhanden –, hat aber auch noch einen großen Nutzgarten. 1000 identisch geschnittene Apfelbäume wuchsen hier. Henri-Dieudonné Schlumberger war ein begeisterter Botaniker. Er verwandelte den Park des Schlosses in einen Landschaftspark und pflanzte exotische Baumarten. Heute ist die Anlage ein öffentlicher Park nahe dem Stadtzentrum von Guebwiller. Ein erheblicher Teil der historischen Bepflanzung aus dem 19. Jahrhundert ist erhalten.